# Аниськовщина
Ани́ськовщина (бел. Аніськаўшчына) — деревня в составе Вишовского сельсовета Белыничского района Могилёвской области Белоруссии. Расположена в 18 км от районного центра. Население — 6 человек (2019).

## История
Основана в начале 1920-х годов переселенцами из соседних деревень. В 1929 году организован колхоз имени С. М. Будённого. В период Великой Отечественной войны с начала июля 1941 года до 29 июня 1944 года оккупирована немецко-фашистскими войсками. На фронтах погибло 12 односельчан.

## Население
| Численность населения (по переписи) | Численность населения (по переписи) | Численность населения (по переписи) | Численность населения (по переписи) |
| 1959                                | 1970                                | 2009                                | 2019                                |
| ----------------------------------- | ----------------------------------- | ----------------------------------- | ----------------------------------- |
| 42                                  | ↘36                                 | ↘6                                  | →6                                  |